# Parque Nacional Khirganga
O Parque Nacional Khirganga é um parque nacional em Himachal Pradesh, na Índia, fundado em 2010.
O parque nacional está localizado em Kullu e é conhecido por ser um dos mais belos parques nacionais do país, com uma paisagem cintilante, colinas verdes brilhantes, arbustos verdes densos, árvores altas e velhas casas de repouso enferrujadas. Cobre uma área de cerca de 710 km2 (270 sq mi).